# Kinine
Kinine sind zu den Gewebshormonen zählende biologisch aktive Oligopeptide, sie werden von Kallikrein aus Kininogenen (inaktive Vorstufe von Kininen) freigesetzt. Das Kinin-Kallikrein-System oder einfach Kininsystem ist ein schlecht abgrenzbares System von Blut-Proteinen, das eine Rolle bei Entzündung, Blutdruckkontrolle, Gerinnung und Schmerz spielt. Seine wichtigen Mediatoren Bradykinin und Kallidin sind Vasodilatatoren und wirken auf viele Zelltypen.

## Physiologische Bedeutung
- Kinine sind möglicherweise für die Aktivität glattmuskulärer Organe zuständig.
- Sie regulieren die Gefäßweite und Gefäßdurchlässigkeit.
- Sie beeinflussen die Erregung sensibler Strukturen (Schmerzen).
- Sie sind an der Entstehung von Schock und Entzündung beteiligt.

## Rolle bei der Erkrankung
Störungen des Kinin-Kallikrein-Systems bei Erkrankungen sind im Allgemeinen noch nicht ausreichend geklärt. Das System ist Gegenstand einer umfangreichen Forschung auf Grund seines Zusammenhangs mit den Entzündungs- und Blutdrucksystemen.

## Geschichte
Das System wurde 1909 (Abelous & Bardier) entdeckt, als Forscher feststellten, dass eine Injektion mit Urin (mit hohem Kiningehalt) zu Hypotonie (niedriger Blutdruck) führte. Die Forscher Emil Karl Frey, Heinrich Kraut und Eugen Werle entdeckten hochmolekulares Kininogen im Urin etwa 1930.

## Mitglieder
Das System besteht aus einer Reihe großer Proteine, einigen kleinen Polypeptiden und einer Gruppe von Enzymen, die die Substanzen aktivieren und deaktivieren.
Folgende Kinine sind bekannt
- Bradykinin
- Lysylbradykinin
- Harnkinin
- Neurokinin
- Kolostkinin

### Proteine
Hochmolekulares Kininogen (HMW-Kininogen) und niedermolekulares Kininogen (LMW-Kininogen) sind Vorläufer der Polypeptide. Sie weisen per se eine Wirkung auf.
- HMW-Kininogen wird von der Leber zusammen mit Präkallikrein (siehe unten) gebildet. Es wirkt hauptsächlich als Kofaktor auf Gerinnung und Entzündung und hat keine intrinsische katalytische Wirkung.
- LMW-Kininogen wird lokal von zahlreichen Geweben gebildet und zusammen mit Gewebekallikrein sezerniert.

### Polypeptide
- Bradykinin (BK), das am B2-Rezeptor und geringfügig auch am B1-Rezeptor wirkt, wird produziert, wenn Kallikrein es aus HMW-Kininogen freisetzt. Es ist ein Nonapeptid mit der Aminosäure-Sequenz Arg-Pro-Pro-Gly-Phe-Ser-Pro-Phe-Arg.
- Kallidin (KD) wird durch Gewebekallikrein aus LMW-Kininogen freigesetzt. Es ist ein Decapeptid.

## Enzyme
- Kallikreine (Gewebe- und Plasmakallikrein) sind Serinproteasen, die Kinine (BK und KD) aus Kininogenen freisetzen. Präkallikrein ist der Vorläufer von Plasmakallikrein. Es kann Kinine erst aktivieren, nachdem es selbst durch Faktor XII oder andere Stimuli aktiviert wurde.
- Carboxypeptidasen liegen in zwei Formen vor: N zirkuliert und M ist membrangebunden. Sie entfernen Arginin-Reste am Carboxy-terminalen Ende von BK und KD.
- Angiotensin Converting Enzyme (ACE), auch als Kininase II bezeichnet, inaktiviert eine Reihe von Peptid-Mediatoren, einschließlich Bradykinin. Es ist besser bekannt wegen der Aktivierung von Angiotensin.
- Neutrale Endopeptidase deaktiviert ebenfalls Kinine und andere Mediatoren.

## Pharmakologie
Die Hemmung von ACE mit ACE-Hemmern führt zu einer Abnahme von Angiotensin (einem Vasokonstriktor), aber auch zu einer Zunahme von Bradykinin auf Grund eines reduzierten Abbaus. Dies erklärt, warum manche Patienten unter der Therapie mit ACE-Hemmern einen trockenen Husten entwickeln, und manche mit einem Angioödem reagieren, einer gefährlichen Schwellung des Kopf- und Halsbereichs.
Es gibt Hypothesen, wonach viele der günstigen Wirkungen von ACE-Hemmern auf ihrer Beeinflussung des Kinin-Kallikrein-Systems beruhen. Dies beinhaltet ihre Wirkungen bei arterieller Hypertonie, beim ventrikulären Remodeling (nach einem Myokardinfarkt) und möglicherweise bei diabetischer Nephropathie.

## Abbau und Synthese von Kininen
- Abbau:

Die Kininfreisetzung wird durch Aprotinin gehemmt.
- körperliche Synthese:

Kinin wird proteolytisch durch Abbau von Bradykinin, zu anderen Kininen (durch Kininase II) metabolisiert.